# Рубен де ла Ред
Рубен де ла Ред (ісп. Rubén de la Red, нар. 5 червня 1985, Мадрид) — іспанський футболіст, півзахисник. По завершенні ігрової кар'єри — футбольний тренер.

## Клубна кар'єра
Народився 5 червня 1985 року в місті Мадрид. Вихованець футбольної школи клубу «Реал Мадрид». Дорослу футбольну кар'єру розпочав 2004 року в дублюючій команді того ж клубу, в якій провів три сезони, взявши участь у 95 матчах чемпіонату. 
У сезоні 2006–07 дебютував за основну команду, допомігши їй вибороти титул чемпіона Іспанії.
Протягом сезону 2007—08 років грав на правах оренди за «Хетафе», ставши важливим гравцем основи і допомігши команді дійти до чвертьфіналу Кубка УЄФА.
Влітку 2008 року повернувся до «Реала», де майже відразу разом з командою здобув суперкубок Іспанії.  
30 жовтня 2008 року де ла Ред був госпіталізований після того, як знепритомнів під час матчу Кубка Іспанії проти «Реала Уніон». Через це клуб виключив футболіста з усіх турнірів до повного виявлення причин непритомності. З того часу футболіст проводив обстеження, проте так і не зміг перебороти хворобу і 3 листопада 2010 року у віці 25 років офіційно заявив про завершення кар'єри і перейшов працювати на тренерську роботу в молодіжну команду «Реала».

## Виступи за збірні
Протягом 2004–2007 років залучався до складу молодіжної збірної Іспанії. На молодіжному рівні зіграв у 15 офіційних матчах.
31 травня 2008 року дебютував в офіційних матчах у складі національної збірної Іспанії в товариській грі проти збірної Перу, яка завершилася перемогою європейців з рахунком 2-1. Після цього зіграв і в наступній товариській грі збірної проти США.
Завдяки вдалим виступам, де ла Ред був включений до списку учасників чемпіонату Європи 2008 року в Австрії та Швейцарії, здобувши того року титул континентального чемпіона. Сам Рубен зіграв на турнірі лише один матч проти збірної Греції, у якому відзначився голом.
Після того більше не виступав за збірну. Всього Рубен провів у формі головної команди країни 3 матчі, забивши 1 гол.

## Кар'єра тренера
Розпочав тренерську кар'єру 2010 року, увійшовши до тренерського штабу клубу «Реал Мадрид». Наразі досвід тренерської роботи обмежується цим клубом.

## Статистика
| Чемпіонат | Чемпіонат     | Чемпіонат | Ліга | Ліга | Кубок         | Кубок         | Континент. змаг. | Континент. змаг. | Всього | Всього |
| Сезон     | Клуб          | Ліга      | Ігри | Голи | Ігри          | Голи          | Ігри             | Голи             | Ігри   | Голи   |
| Іспанія   | Іспанія       | Іспанія   | Ліга | Ліга | Кубок Іспанії | Кубок Іспанії | Європа           | Європа           | Всього | Всього |
| --------- | ------------- | --------- | ---- | ---- | ------------- | ------------- | ---------------- | ---------------- | ------ | ------ |
| 2004/05   | «Реал Мадрид» | Ла Ліга   | 0    | 0    | 1             | 0             | 0                | 0                | 1      | 0      |
| 2005/06   | «Реал Мадрид» | Ла Ліга   | 3    | 0    | 0             | 0             | 2                | 0                | 5      | 0      |
| 2006/07   | «Реал Мадрид» | Ла Ліга   | 7    | 0    | 2             | 1             | 1                | 0                | 10     | 1      |
| 2007/08   | «Хетафе»      | Ла Ліга   | 31   | 2    | 7             | 3             | 11               | 1                | 49     | 6      |
| 2008/09   | «Реал Мадрид» | Ла Ліга   | 7    | 1    | 3             | 1             | 1                | 0                | 11     | 2      |
| Всього    | Всього        | Всього    | 48   | 3    | 13            | 5             | 15               | 1                | 76     | 9      |

## Титули і досягнення
- Чемпіон Іспанії (1):

«Реал Мадрид»:  2006–07
- Володар Суперкука Іспанії (1):

«Реал Мадрид»:  2008
- Чемпіон Європи (1):

Іспанія: 2008
- Чемпіон Європи (U-19): 2004